# Aman

Wappen des Aman

Aman (hebräisch אמ״ן) ist das hebräische Akronym für das Direktorat für militärische Aufklärung (אגף המודיעין Agaf haMōdīʿīn), den Nachrichtendienst der Israelischen Streitkräfte Zahal. Der Dienst mit Sitz Tel Aviv-Jaffa wurde 1948 aufgestellt. Kommandeur des Dienstes ist Generalmajor Shlomi Binder.

## Auftrag
Der Aman ist ein unabhängiger Nachrichtendienst zur Erkenntnisgewinnung über die militärischen Fähigkeiten anderer Staaten, vor allem aber der arabischen Nachbarländer. Er ist dem israelischen Heer, der Marine und der Luftwaffe gleichgestellt.
Er erstellt umfassende Sicherheitsanalysen für den Ministerpräsidenten und die Knesset, er beobachtet potenzielle Feinde Israels, schätzt die Risiken von Krisen und Konflikten ein und nutzt dazu auch eigene Agenten in anderen Staaten.
Die Aufgaben des Aman bestehen laut dem „Lexicon of National Security“ 1976 in der:
- nachrichtendienstlichen Bewertung von Sicherheitsstrategien, militärischen Plänen und Sicherheitslagen und in der Weitergabe von nachrichtendienstlichen Informationen an die Armee und die Gremien der Regierung:
- Sicherung des Generalstabes,
- Sicherung militärischer Zensur,
- Führung und Koordination der Nachrichten sammelnden Dienste,
- Erstellung von Kartenmaterial und Bereitstellung und Weitergabe von Informationen zur Erstellung von Karten,
- Entwicklung spezieller Technik für nachrichtendienstliche Arbeit,
- Entwicklung der Nachrichtendienst-Doktrin,
- Leitung der israelischen Militärattachés im Ausland.

## Organisation
Die Personalstärke des Dienstes wurde in einem CIA-Bericht aus dem Jahr 1976 auf ca. 7000 hauptamtliche Mitarbeiter geschätzt, davon 450 Offiziere. Zum Aman gehören auch kleinere Marine- und Luftwaffen-Nachrichtendiensteinheiten, die teilautonom handeln. So dienen die Luftwaffen-Nachrichtendiensteinheiten vor allem zur Luftaufklärung und zum Abfangen und Auswerten von elektronischen Signalen, die Aufschluss über Stärke und Ziele gegnerischer Luftflotten geben. Aber auch Luftbilder werden mittels Flugzeugen und Drohnen gewonnen.
Die Marine-Nachrichtendiensteinheiten sammeln Daten über Flottenaktivitäten im Mittelmeer und über Küstenbefestigungen zur Vorbereitung eventueller Landungsoperationen oder Luftangriffe.
Die Abteilung für Auswärtige Angelegenheiten des Aman ist für die Verbindung mit den Geheimdiensten anderer Länder zuständig und für die israelischen Militärattachés. Es werden durch sie aber auch Verbindungen zu Staaten gehalten, zu denen keine diplomatischen Beziehungen bestehen.
Außerdem unterhält er organisatorisch, technisch und administrativ, jedoch nicht operativ, eine Einheit zur Aufklärung tief in feindlichem Gebiet („Deep Reconnaissance Unit“), die Sajeret Matkal (סיירת מטכ״ל), zu deutsch etwa: „Die Späher des Generalstabschefs“, des Ramatkal. Diese in israelischen Sicherheitskreisen nur als „die Einheit“ bekannte Formation gilt als die wichtigste Antiterror- und Gegenspionage-Komponente Israels. Sie untersteht direkt dem Befehl des Generalstabs und bildet den operativen militärischen Arm für alle anderen israelischen Dienste, aber hauptsächlich für den Mossad.
Viele der gesuchten Informationen werden durch Auswertung elektronischer Signale (SIGINT) gesammelt. An den Grenzen zu den Nachbarländern Syrien und Libanon gibt es entsprechende Überwachungsstationen, so bei Har Avital auf den Golanhöhen (gegen Syrien) und auf dem Berg Hermon (gegen Syrien und Libanon).

## Geschichte
In der Gründungsphase des israelischen Staates war vor allem die Militärorganisation Hagana für die Beschaffung geheimdienstlicher Informationen zuständig, beziehungsweise eine ihrer Eliteeinheiten, der Scherut Jediʿot (שֵׁרוּת יְדִיעוֹת ‚Nachrichtendienst‘), kurz Schai.
Der Amann wurde im März 1949 als Nachrichtendienstabteilung der israelischen Armee gegründet. Im Jahr 1953 bekam der Dienst seinen heutigen Namen als Aman.

### Jom-Kippur-Krieg

#### Angriffsabsichten nicht erkannt
Zu einer folgenschweren Fehlleistung kam es im Oktober 1973, als nur unzureichende geheimdienstliche Warnungen vor dem Überraschungsangriff Ägyptens und Syriens, der zum Jom-Kippur-Krieg führte, eintrafen. Zwar waren, wie nachträgliche Untersuchungen ergaben, zahlreiche Anzeichen vom Aman bemerkt worden, sie wurden jedoch auf höherer Ebene ignoriert.

#### Schlacht um den Hermon
Am 6. Oktober 1973 beförderten Hubschrauber eine Kommandoeinheit des 82. syrischen Fallschirmjägerregiments auf den 2800 Meter hohen schneebedeckten Berg Hermon auf den Golanhöhen, auf dem sich ein Horchposten des Aman mit 41 Militärtechnikern befand, der von nur 13 Infanteristen geschützt wurde. Der Sturm gelang, wobei 18 israelische Soldaten fielen und 31 verwundet wurden. Die streng geheime Lauschausrüstung wurde unverzüglich von syrischen und sowjetischen Spezialisten ausgewertet. Ein Rückeroberungsversuch Israels mit zwei Kompanien der Golani-Brigade am 8. Oktober scheiterte mit Verlusten von 25 Toten und 51 Verwundeten. Erst am 22. Oktober gelang der Golani-Brigade die Rückeroberung von Berg und Lauschstation, wobei 55 Soldaten der Brigade fielen und 79 verwundet wurden, weil die syrischen Truppen in der Bergstellung mit Dragunow-Scharfschützengewehren und RPGs die anrückenden Israelis in der offenen Landschaft effektiv bekämpfen konnten. Der Kampf war einer der blutigsten des ganzen Krieges.

### Invasion des Libanon 1982
Korrekt eingeschätzt hatte der Aman die Schwäche der christlichen Milizen, auf die sich Israel bei der Invasion des Libanon 1982 stützte. Richtig vorausgesagt wurde daher, dass es zu einem direkten Zusammenstoß mit den syrischen Truppen kommen würde. Diese Einschätzung meldete der damalige Chef des Aman, Saguj, auf dem Dienstweg an den Generalstab und teilte die Einschätzung persönlich dem Premierminister mit.
Ihm wird gleichwohl vorgeworfen, dass er bei der Kabinettssitzung seine Zweifel nicht habe deutlich machen können, weil er die offene Meinungsverschiedenheit mit Menachem Begin und Ariel Scharon scheute. Die Kahan-Kommission legte ihm später wegen von ihr festgestellter Pflichtverletzungen bei dem Massaker von Sabra und Schatila, einem Racheakt christlicher Milizen in den palästinensischen Flüchtlingslagern nach der Ermordung des christlichen Führers Baschir Gemayel, den Rücktritt nahe.

### Hamasüberfall 2023
Aman und speziell Aharon Haliva als Kommandeur räumten im Zuge des Hamasüberfalls vom 7. Oktober 2023 Fehler ein. Im April 2024 erklärte der Kommandeur seinen Rücktritt, wird aber im Amt bleiben bis ein Nachfolger gefunden wird.

## Bekannt gewordene Operationen
Eine der größten Niederlagen der israelischen Geheimdienste verursachte der Aman in den 1950er Jahren. Im Zuge der so genannten Lawon-Affäre musste der damalige Verteidigungsminister Pinchas Lawon zurücktreten. Eigentlich sollten in der vom Aman geleiteten „Operation Susannah“ israelische Agenten und Saboteure Anschläge auf westliche Einrichtungen in Ägypten verüben. Damit wollte man die guten Verbindungen zwischen den USA und dem ägyptischen Staatschef Gamal Abdel Nasser stören. Die USA sollten glauben, dass der ägyptische Staat gegenüber religiösen Organisationen machtlos wäre. Ägypten gelang es, den Agentenring zu sprengen. Zehn Mitglieder wurden in einem Schauprozess im Januar 1955 verurteilt, zwei von ihnen zum Tode. Einen Monat später trat Lawon zurück, zwei Wochen danach auch der damalige Aman-Direktor Benjamin Gibli. Letztlich gab auch Staatschef Ben Gurion 1963 sein Amt auf, nachdem er von anhaltenden Diskussionen zermürbt war.
Im Jahr 2024 deckte die britische Zeitung The Guardian in Zusammenarbeit mit den israelischen Zeitschriften +972 und Local Call auf, dass die israelischen Geheimdienste Mossad, Schin Bet und Aman auf Weisung der von Netanjahu geführten israelischen Regierung über neun Jahre hinweg „dazu eingesetzt wurden, hochrangige Mitarbeiter des Internationalen Strafgerichtshofs zu überwachen, zu hacken, unter Druck zu setzen, zu verleumden und angeblich zu bedrohen, um Ermittlungen des Gerichts zu behindern“. Die israelischen Geheimdienste hatten Telefongespräche und andere Arten der Kommunikation mehrerer IStGH-Beamter gezielt abgefangen, darunter der ehemaligen Staatsanwältin Fatou Bensouda und ihres Nachfolgers Karim Ahmad Khan.

## Leiter

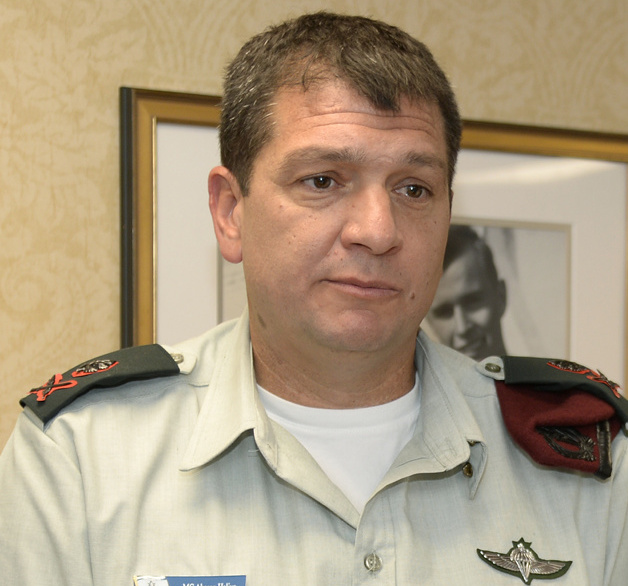
Aharon Haliva, derzeitiger Leiter

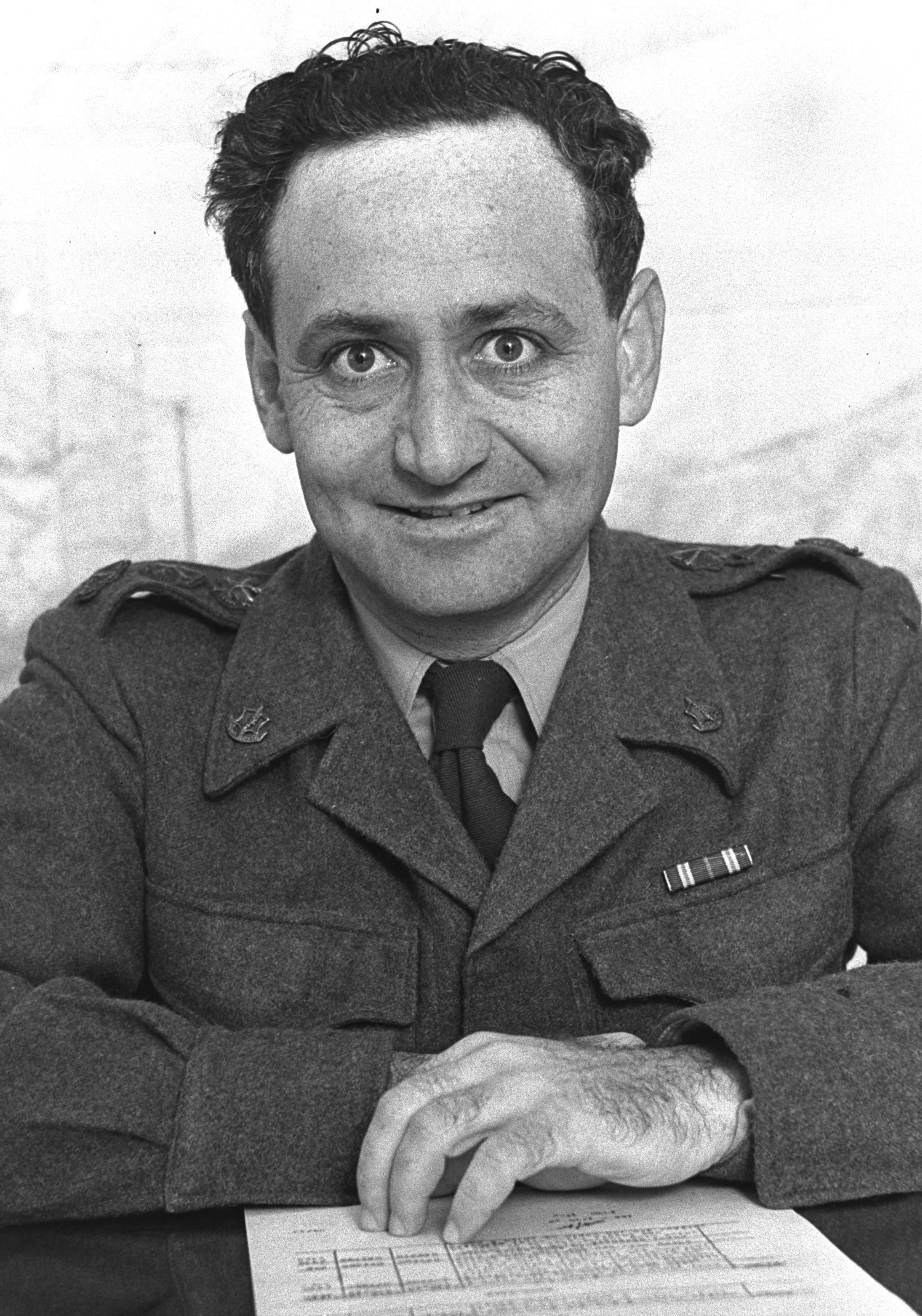
Yehoshafat Harkabi, 1955

Der Chef des Aman ist dem Chef des Inlandsgeheimdienstes Schin Bet und dem des Auslandsgeheimdienstes Mossad gleichgestellt. Gemeinsam bilden sie das Komitee der Geheimdienstchefs, hebräisch Vaadat Rashei Hasherutim, das einmal in der Woche tagt.
| Name                  | Beginn der Berufung | Ende der Berufung |
| --------------------- | ------------------- | ----------------- |
| Aharon Haliva         | 2021                | –                 |
| Tamir Haiman          | 2018                | 2021              |
| Herzi Halewi          | 2014                | 2018              |
| Aviv Kochavi          | 2010                | 2014              |
| Amos Yadlin           | 2006                | 2010              |
| Aharon Zeevi-Farkasch | 2002                | 2006              |
| Mosche Jaalon         | 1995                | 2002              |
| Uri Sagi              | 1991                | 1995              |
| Amnon Lipkin-Schahak  | 1986                | 1991              |
| Ehud Barak            | 1983                | 1985              |
| Jehoschua Saguj       | 1979                | 1983              |
| Schlomo Gazit         | 1974                | 1978              |
| Eli Zeira             | 1972                | 1974              |
| Aharon Jariv          | 1964                | 1972              |
| Meir Amit             | 1962                | 1963              |
| Chaim Herzog          | 1959                | 1962              |
| Yehoshafat Harkabi    | 1955                | 1959              |
| Benjamin Gibli        | 1950                | 1955              |
| Chaim Herzog          | 1949                | 1950              |
| Isser Be’eri          | 1948                | 1949              |